# Ralph Ferguson
Ralph Ferguson PC (* 13. September 1929 in Mosa Township, Ontario; † 30. August 2020) war ein kanadischer Landwirt und Politiker der Liberalen Partei Kanadas, der mehrere Jahre Abgeordneter des Unterhauses sowie kurze Zeit Landwirtschaftsminister war.

## Leben
Ferguson, der von Beruf Landwirt war, wurde bei der Unterhauswahl vom 18. Februar 1980 als Kandidat der Liberalen Partei zum Abgeordneten in das Unterhaus gewählt und vertrat dort bis zu seiner Wahlniederlage bei der darauf folgenden Wahl am 4. September 1984 den Wahlkreis Lambton-Middlesex.
Am 4. März 1980 übernahm er sein erstes Regierungsamt und war zunächst bis zum 28. Februar 1982 Parlamentarischer Sekretär beim Staatsminister für Kleinunternehmen und Tourismus. Danach fungierte er vom 7. Dezember 1983 bis zum 9. Juli 1984 als Vize-Vorsitzender des Ständigen Unterhausausschusses für Landwirtschaft und war später vom 1. März bis zum 29. Juni 1984 Parlamentarischer Sekretär beim Finanzminister.
Premierminister John Turner berief ihn am 30. Juni 1984 als Landwirtschaftsminister in das 23. kanadische Kabinett, dem er bis zum Ende von Turners kurzer Amtszeit am 16. September 1984 angehörte. Bei der Unterhauswahl vom 21. November 1988 gelang ihm der Wiedereinzug in das Unterhaus, in dem er abermals den Wahlkreis Lambton-Middlesex vertrat. Bei der Wahl am 25. Oktober 1993 verzichtete er auf eine erneute Kandidatur und schied aus dem Unterhaus aus.
In der Folgezeit übernahm Ferguson in der Fraktion der Liberalen mehrere Funktion und war zwischen Februar 1989 und März 1993 Sprecher der Opposition für Landwirtschaft sowie zeitgleich von Februar 1989 bis September 1990 Fraktionssprecher für Getreide und Ölsaaten und dann zwischen September 1990 bis September 1993 zusätzlich stellvertretender Oppositionssprecher für internationalen Handel.

## Veröffentlichungen
- Compare the share, Phase I: Canadian farmers need a fair share of the consumer food dollar, Ottawa 1991
- Compare the share, Phase II: the comparisons continue, Ottawa 1992